# Ferodo

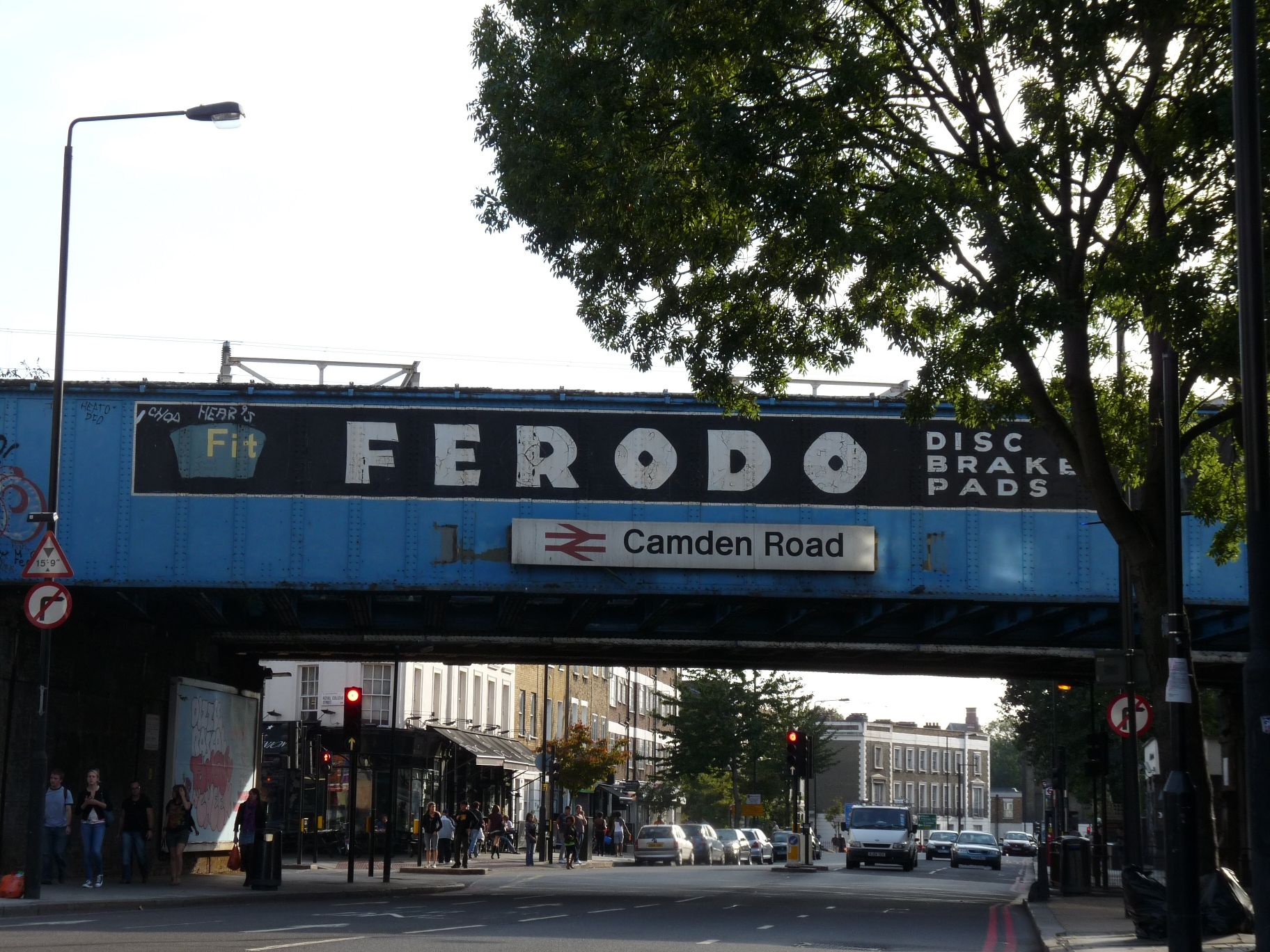
Un "pont de Ferodo" a l'estació de Camden Road al nord de Londres.

Ferodo és una empresa britànica de frens amb seu a Chapel-en-le-Frith a High Peak, Derbyshire.

## Història
Va ser fundada el 1897 per Herbert Frood (1864-1931), amb la seva fabricació començant a Gorton el 1901 i traslladant-se a Chapel-en-le-Frith el 1902. Ferodo va ser la primera empresa que va utilitzar amiant per a revestiments de fre i va desenvolupar els primers materials moderns de fricció de fre.
Va ser fundada el 1897 per Herbert Frood (1864-1931), amb la seva fabricació començant a Gorton el 1901 i traslladant-se a Chapel-en-le-Frith el 1902. Ferodo va ser la primera empresa que va utilitzar amiant per a revestiments de fre i va desenvolupar els primers materials moderns de fricció de fre.

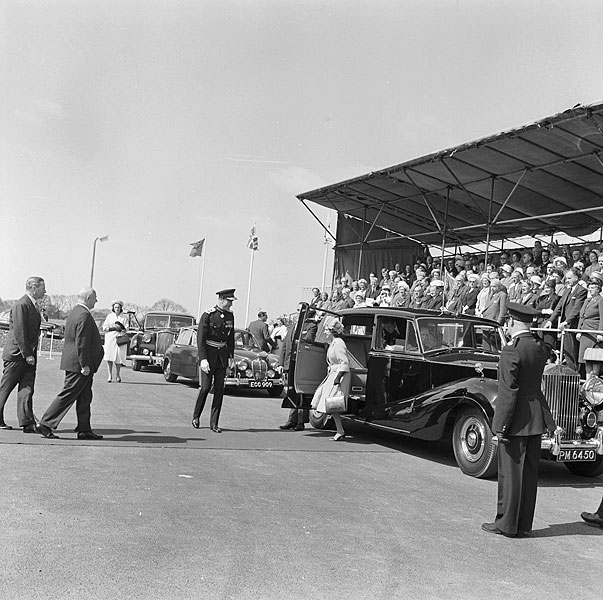
La fàbrica de Caernarfon de Ferodo va ser oberta per la princesa Margaret el 1964

El 1998 Turner & Newall va ser adquirida pel gran grup d'automòbils Federal-Mogul. Ara forma part de Federal-Mogul Aftermarket UK Limited. El 2012 es van invertir 13 milions de lliures en nous sòls, aïllaments, calefacció de baix consum i noves màquines de procés.

## El problema amb l'amiant
Federal-Mogul va tenir dificultats financeres i va sol·licitar la protecció del capítol 11 com a resultat de les reclamacions d'asbestosi. Al Regne Unit, el negoci va entrar a l'administració l'octubre de 2001, deixant un dèficit de fons de pensions estimat en 400 milions de lliures esterlines.
Per als reclamants l'exposició principal dels quals a l'amiant es trobava al Regne Unit o en un dels altres països no nord-americans, es va establir un UK Asbestos Trust per preveure el pagament de les reclamacions d'amiant a més de l'Asbestos Trust centrat als EUA descrit anteriorment. Això inclou els pagaments pòstums a les famílies dels treballadors de la fàbrica de Ferodo.